# Лютенский сельский совет
Лютенский сельский совет (укр. Лютенська сільська рада) — входит в состав Гадячского района Полтавской области Украины.
Административный центр сельского совета находится в с. Лютенька.

## История
- 1919 — дата образования.

## Населённые пункты совета
- с. Лютенька
- с. Юрьевка